# Talang Kemang (Rantau Bayur)
Talang Kemang is een bestuurslaag in het regentschap Banyuasin van de provincie Zuid-Sumatra, Indonesië. Talang Kemang telt 2943 inwoners (volkstelling 2010).